# Artina
Koordinati:   43°51′53″N, 15°30′07″E
Artina je majhen nenaseljen otoček v Jadranskem morju. Pripada Hrvaški.
Artina leži okoli 0,6 km severseverozahodno od naselja Vrgada na istoimenskem otoku. Površina Artine meri 0,033 km². Dolžina obalnega pasu je 0,8 km. Najvišja točka na otočku doseže višino 15 mnm.